# Rosemary Radford Ruether
Rosemary Radford Ruether (ur. 2 listopada 1936 w Saint Paul, zm. 21 maja 2022 w Pomona) – amerykańska pisarka, teolożka feministyczna i feministka.
Jedna z pionierek współczesnej teologii feministycznej. Była jedną z najwybitniejszych przedstawicielek tej teologii i jedną z nielicznych, które starały się ująć teologię feministyczną w sposób systematyczny.

## Życiorys

### Lata nauki i pracy naukowej
Ukończyła studia z filologii klasycznej i historii Rzymu. W doktoracie zajęła się patrystyką, pisząc dysertację nt. Grzegorza z Nazjanzu. W latach sześćdziesiątych XX w. związała się z ruchem feministycznym, stając się jedną z pierwszych katolickich teolożek feministycznych. Wykładała na Howard University School of Religion w Waszyngtonie, Garrett Evangelical Theological Seminary, metodystycznej uczelni w Evanstone, a od 2003 r. prowadzi zajęcia w Pacific School of Religion na Graduate Theological Union w Berkeley. Radford Ruether jest doktorem honoris causa kilkunastu uniwersytetów. Zainteresowania naukowe R. Radford Ruether są szerokie: teologia, liturgika, patrystyka, klasyczna starożytność, wczesny judaizm, socjologia nauki, politologia (szczególnie zagadnienia Bliskiego Wschodu), ekologia. Amerykańska teolożka przez całe życie zainteresowania naukowe łączyła z praktycznym zaangażowaniem w ruchy pokojowe i praw człowieka. Jest autorką ok. 30 książek i setek artykułów.

### Twórczość
Jej książka Sexism and God-Talk: Toward a Feminist Theology (1983), uważana jest za krok milowy dla całej teologii feministycznej. W książce tej przedstawia metodologię, źródła i zasady teologii feministycznej, podstawy teologiczno-feministycznego podejścia do zasadniczych zagadnień każdej teologii: języka o Bogu, stworzenia, antropologii, chrystologii, mariologii, zła i grzechu, eklezjologii i eschatologii. Feministyczna teologia R. Radford Ruether jest teologią wyzwolenia.
Najważniejsze zagadnienia twórczości R. Radford Ruether:
- grzech seksizmu – wiąże się z kulturowym stereotypowym ujęciem płci (ang. gender), seksizm uderza nie tylko w kobiety, ale i w mężczyzn, zaś przezwyciężenie seksizmu pozwala odkrywać własną pełnię człowieczeństwa nie tylko kobietom, lecz również mężczyznom; seksizm dotyka również Kościoła, w którym podstawowe doktrynalne, strukturalne decyzje podejmują tylko mężczyźni, mężczyźni kierują życiem religijnym kobiet, mężczyźni podejmują decyzje dotyczące kobiet i mężczyźni tworzą refleksje teologiczną nad kobietą, jej obrazem, rolą, naturą; mężczyźni w zasadniczym stopniu określają język o Bogu oraz obraz Boga, mężczyźni formułują system prawny, który rządzi społecznością Kościoła;
- seksizm a język o Bogu – język o Bogu Pisma Świętego, doktryny Kościoła i teologii tradycyjnej odzwierciedla seksistyczny stosunek do kobiet, Bóg przedstawiany jest (z nieznacznymi wyjątkami), w kategoriach męskich, bowiem tylko to, co męskie, uważane było za godne nazywania świętego i wszechmocnego Boga; to zaś, co kobiece, mogło nazywać tylko to, co grzeszne i słabe. R. Radford Ruether podkreśla, że język o Bogu należy uzupełnić, a nie zastąpić metaforami kobiecymi, lekarstwem na patriarchalny obraz Boga nie może być koncepcja matriarchatu.
- krytyka katolickiej chrystologii – rozumienie Chrystusa jako mężczyznę najbardziej dobitnie wyraża się w argumencie przeciwko święceniom kobiet, bowiem tylko mężczyzna właśnie ze względu na swoją męskość, może działać in persona Christi (w osobie Chrystusa) – czyli może uobecniać go podczas Eucharystii, R. Radford Ruether pyta: Dlaczego nie przyjąć, że w równej mierze jak męskość z Chrystusem należy wiązać Jego pochodzenie etniczne, tożsamość społeczną, wiek czy kolor oczu? Dlaczego tak ważna jest płeć Chrystusa, a już nie inne Jego szczególne cechy i właściwości? (Sexism and God-Talk, 1983)
- metodologia teologii feministycznej – krytyczną zasadą teologii feministycznej jest promowanie pełnego człowieczeństwa kobiet; wszędzie tam, gdzie się zaprzecza pełnemu człowieczeństwu kobiet, gdzie się je pomniejsza i niszczy, tam nie mamy do czynienia z tym, co jest zbawcze, zasada ta stanowi principium stantis et cadentis teologii feministycznej.

## Najważniejsze dzieła
Do najważniejszych prac R. Radford Ruether należą:
- Faith and Fratricide. The Theological Roots of Anti-Semitism, (1974)
- To Change the World, (1975)
- Mary: The Feminine Face of the Church, (1977)
- Disputed Questions: On Being a Christian, (1982)
- Sexism and God-Talk: Toward a Feminist Theology, (1983)
- Women-Church: Theology and Practice of Feminist Liturgical Communities, (1985)
- Gaia and God: An Ecofeminist Theology of Earth Healing, (1992)
- Women and Redemption: A Theological History, (1998)
- Christianity and the making of the Modern Family, (2000)
- Christian and Ecology: Seeking the Well-Being of Earth and Humans, (2003)